# Хайнрих I фон Монфор
Хайнрих I фон Монфор (на немски: Heinrich, III. von Tübingen; Heinrich I von Montfort, Bishop of Chur; * ок. 1200; † 14 ноември 1272) е епископ на Кур (1268 – 1272) в кантон Граубюнден в Швейцария.

## Биография
Той е от влиятелния и богат швабски род Монфор/Монтфорт, странична линия на пфалцграфовете на Тюбинген, графове на Монфор-Брегенц.
Син е на граф Хуго I фон Монфор-Брегенц († 1228) и втората му съпруга Матилда/Мехтхилд фон Ванген († сл. 1218), дъщеря на Фридрих фон Ванген. Внук е на пфалцграф Хуго II фон Тюбинген (1115 – 1182) и Елизабет фон Брегенц (1152 – 1216), единствената дъщеря-наследничка на граф Рудолф от Брегенц и Куреция (Raetia prima) и втората му съпруга Вулфхилд от Бавария († сл. 1160), дъщеря на херцог Хайнрих IX от Бавария, наричан Хайнрих Черния. Брат е на Фридрих фон Монфор († 1285), домхер в Кур и Констанц, и по-малък полубрат на граф Рудолф I фон Верденберг († 1247), Вилхелм († 1237), домпропст в Кур, и на граф Хуго II фон Монфор-Брегенц († 1260). Хайнрих I е чичо на Фридрих фон Монфор, епископ на Кур (1282 – 1290), и на Емихо вилдграф фон Кирбург, епископ на Фрайзинг (1283 – 1311), Фридрих вилдграф фон Кирбург († сл. 1310), провинц-майстор на ордена на Тамплиерите за Горна Германия.
Хайнрих е доминиканец и от 1248 до 1249 г. „папски пьонитенциар“. През 1251 г. той става (княз)-епископ на Кур, но е ръкоположен едва през 1268 г. В конфликта с Хоенщауфените е на страната на папите.
Той има конфликти с благородниците от Реция. През 1255 г., с помощта на брат му Хуго II фон Монфор-Брегенц, побеждава при Домат/Емс един съюз на фрайхерен фон Рецюнс, фрайхерен фон Белмонт и Монталт. Той подсигурява епископството чрез строежи на замъци, например Курбург през 1250 г., и помага за създаването на манастири. Хайнрих I участва през 1269 г. в имперското събрание във Вормс и през 1272 г. освещава катедралата на Кур. Малко след това той умира на 4 ноември 1272 г. и е погребан в Рамош.